# Гетьманські столиці (серія монет)
Гетьманські столиці — серія ювілейних та пам'ятних монет, започаткована Національним банком України у 2006 році.
|                                              |  |  |
| Перша монета серії - Батурин (срібна монета) |  |  |

## Монети в серії
У серію включені такі монети:
- Пам'ятна монета «Чигирин»
- Пам'ятна монета «Батурин»
- Пам'ятна монета «Глухів»